# Bérenx
Bérenx (wym. [beɾɑ̃ks]) – miejscowość i gmina we Francji, w regionie Nowa Akwitania, w departamencie Pireneje Atlantyckie.
Według danych na rok 1990 gminę zamieszkiwało 496 osób, a gęstość zaludnienia wynosiła 36 osób/km² (wśród 2290 gmin Akwitanii Bérenx plasuje się na 717. miejscu pod względem liczby ludności, natomiast pod względem powierzchni na miejscu 829.).